# 鲁道夫·斯韦德贝里
鲁道夫·斯韦德贝里（瑞典語：Rudolf Svedberg，1910年8月19日—1992年6月24日），瑞典男子摔跤运动员。他曾代表瑞典参加1936年夏季奥林匹克运动会摔跤比赛，获得男子古典式次中量级金牌。